# Рон Герст
Рон Герст (англ. Ron Hurst, 18 травня 1931, Торонто) — канадський хокеїст, що грав на позиції крайнього нападника.

## Кар'єра гравця
Професійну хокейну кар'єру розпочав 1950 року. Усю професійну клубну ігрову кар'єру, яка тривала 11 років, провів, захищаючи кольори команди «Торонто Мейпл-Ліфс». У НХЛ зіграв 64 матчі.